# Rögnvald Kali Kolsson
Rögnvald Kali Kolsson, noto anche come Ragnvald o Ronaldo delle Orcadi (Rogaland, 1100 circa – Caithness, 20 agosto 1158), è stato un cavaliere medievale norvegese.
È venerato come santo dalla Chiesa cattolica.

## Biografia
Ragnvald Kale Kolsson nacque probabilmente nel Jæren, Norvegia. I suoi genitori erano il lendmann Kol Kalisson e Gunhild Erlendsdotter, la sorella di Magnus Erlendsson. Re Sigurd I di Norvegia lo nominò nel 1129 conte di metà delle isole Orcadi e delle Shetland. Ragnvald avrebbe dovuto avere la metà delle Orcadi come suo zio Magnus Erlendsson, ma il suo secondo cugino Paul Haakonsson si era appena fatto unico sovrano delle isole e Rognvald rimase in Norvegia come uno degli uomini più importanti del re Harald Gille. Dopo che Harald divenne unico re di Norvegia nel 1135, una spedizione militare nelle Orcadi catturò e uccise Paul Haakonsson e Ragnvald fu salutato come conte nel 1136.
Nel 1137, Ragnvald avviò la costruzione della cattedrale di San Magnus a Kirkwall.
Ragnvald fu anche il tutore del nipote di Paul Haakonsson, Harald Maddadsson, di cinque anni, che aveva ereditato Caithness, la Scozia e così Ragnvald divenne padrone su questo ampio territorio.
Nel 1153, Ragnvald viaggiò a Costantinopoli come capo di una flotta di 15 navi e ritornò in Norvegia alla fine del 1155.
Secondo quanto riportato nella Saga degli uomini delle Orcadi partecipò alla Seconda crociata, anche se, essendo partito in ritardo, non prese in realtà parte ai combattimenti, ma si limitò a scortare i pellegrini al Giordano dopo aver soggiornato a San Giovanni d'Acri.
Mentre era all'estero, il re Davide I di Scozia concesse metà Caithness al cugino di Harald Maddadsson, Erlend Haraldsson.
Sempre secondo quanto riporta la Saga, era un eccellente poeta, anche se l'oscurità delle sue kenningar, probabilmente assai più chiare per un uomo dell'epoca, non ci permette di poterlo giudicare con precisione.
Nel mese di agosto 1158, Ragnvald fu assassinato nel Caithness con la sua compagnia di otto uomini dal padre adottivo di Harald, Torbjørn Klerk. Il suo corpo fu portato a Kirkwall e sepolto nella cattedrale di San Magno.

## Culto
Presunti miracoli avvennero alla sua tomba, nonché sulla pietra dove morì.
Ragnvald fu canonizzato 1192 da papa Celestino III.